# توکوگاوا یوشینائو

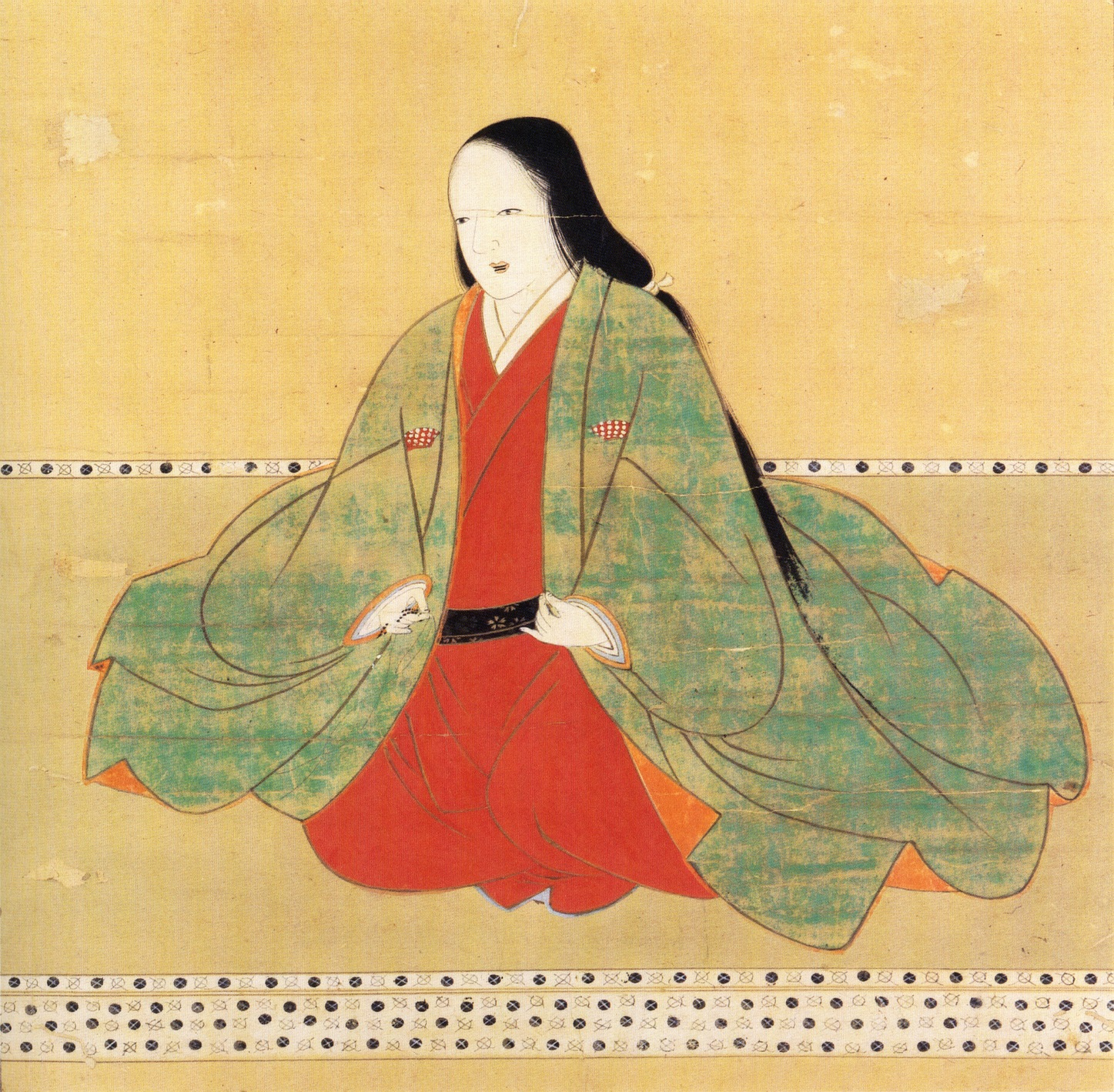
کامه نو کاتا مادر یوشینائو

توکوگاوا یوشینائو ((به ژاپنی: 徳川義直 Tokugawa Yoshinao)؛ ۲ ژانویهٔ ۱۶۰۱ – ۵ ژوئن ۱۶۵۰) یک سیاستمدار اهل شوگون‌سالاری توکوگاوا بود. یوشینائو نهمین پسر توکوگاوا ایه‌یاسو بود.